# Hazure Skill "Kinomi Master"
Hazure Skill "Kinomi Master": Skill no Mi (Tabetara Shinu) wo Mugen ni Taberareru Yо̄ ni Natta Ken ni Tsuite (外れスキル《木の実マスター》　〜スキルの実(食べたら死ぬ)を無限に食べられるようになった件について〜 Hazure Sukiru "Kinomi Masutā": Sukiru no Mi (Tabetara Shinu) wo Mugen ni Taberareru Yо̄ ni Natta Ken ni Tsuite?) es una serie de novelas web japonesas escritas por Hanyuu. La serie comenzó a publicarse en línea en mayo de 2020 en el sitio web de publicación de novelas generadas por usuarios Shōsetsuka ni Narō.
Una adaptación de manga con arte de Air Matsukoto se ha publicado en línea a través del servicio de manga Suiyōbi no Sirius con sede en Niconico de Kōdansha desde julio de 2021 y se ha recopilado en seis volúmenes tankōbon. Una versión de novela ligera con ilustraciones de Yasutaka Isekawa comenzó a publicarse bajo el sello Kodansha Ranobe Books de Kodansha en mayo de 2022. Una adaptación de serie de televisión de anime producida por Asahi Production está programada para estrenarse en enero de 2025.

## Sinopsis
Light Underwood, es un joven que quiere convertirse en el mayor aventurero de la historia. Desafortunadamente, después de consumir una “Fruta de Habilidad”, adquiere la habilidad “Maestro de Cosecha”, que no tiene aplicación en combate y que solo es útil para cultivar frutas. Sin embargo, Light desea ponerse al día con su amiga de la infancia Lena, quien comió la “Fruta de Habilidad” y obtuvo la habilidad “Santa de la Espada”, por lo que dedica sus días a la agricultura y al entrenamiento con una espada.
Un día, Light come accidentalmente otra “Fruta de Habilidad”, que se supone que es mortalmente venenosa si alguien ya ha consumido una “Fruta de Habilidad” anterior, pero en su lugar, Light obtiene la habilidad “Dios de la Espada”... ¡era justo lo que necesitaba! ¡Esta es sobre una historia de fantasía donde sólo los más fuertes podrán prevalecer en la cima!

## Personajes
Light (ライト Raito?)
 Seiyū: Takuma Nagatsuka
Un joven que sueña con convertirse en un aventurero. Su habilidad, "Maestro de Cosecha", le permite cultivar frutas, condenándolo a una vida como granjero, hasta que descubre que también lo convierte en la única persona en el mundo que puede comer múltiples Frutas de Habilidad sin morir, lo que le permite obtener tantas habilidades como quiera.
Lena (レーナ Rēna?)
 Seiyū: Lynn (actriz de voz)
Amiga de la infancia de Light. Obtiene la rara habilidad "Santa de la espada" y rápidamente se convierte en una famosa aventurera.
Ayla (アイラ Aira?)
 Seiyū: Haruna Mikawa
Una joven que vive con Light en su granja. Su habilidad, "Evaluación", le permite ver qué habilidades tienen otras personas y las estadísticas de los monstruos.
Monica (モニカ Monika?)
 Seiyū: Hana Tamegai
Una herrera que se dedica a forjar distintos tipos de sartenes. Tiene la habilidad “Súper Refinación”, que le permite cambiar las propiedades de los metales como desee golpeándolos con un martillo. Ella dejó de forjar espadas luego de que su abuela fuera asesinada por un bandido que usaba una espada forjada por ella. Debido a que su habilidad es muy valiosa, Monica es secuestrada por los hombres de Zamdo para atraer y capturar a Light; así como obligarla a forjar armas para Zamdo, pero es rescatada a tiempo por Light. Viendo que Light no puede derrotar a Zamdo, Monica deja atrás su pasado y forja con su padre una espada para entregársela a Light, gracias a la cual logra derrotar a Zamdo. Luego de la caída de Zamdo, Monica vuelve a trabajar con su padre en la forja de armas y prepara una nueva espada para Light. Después de que Lena decidiera ir a Ciudad Santa para ayudar a Flower Hat en las investigaciones sobre Holy Sister, Monica le entrega la nueva espada para Light, Homura, pero pretende hacer una aún mejor acompañándolo en sus viajes para verlo luchar.
Dratena (ドラテナ Doratena?)
 Seiyū: Akira Sekine
Su nombre real es Dratena Berberi (ドラテナ・ベルベッリ Doratena Beruberri) y es una miembro del misterioso grupo "Cisne Negro". Proveniente de una familia de comerciantes, Dratena obtuvo la habilidad "Necromancia" al comer una Fruta de Habilidad a los seis años. Sin embargo esto ocasionó  que la familia Berberi por poco cayera en la ruina como el declive del negocio y la muerte de la madre de Dratena, lo que llevó a que Dratena fuera repudiada y expulsada por su propio padre. Posteriormente fue acogida por Holy Sister, quien la crio bajo su tutela. Su habilidad Necromancia le permite manipular a los muertos y monstruos de tipo fantasma a su voluntad. Ella recibe órdenes de Holy Sister en matar a Light, quien se encontraba con su grupo investigando el castillo del difunto aventurero Conde Montes. Al no poder matar a Light, Dratena obliga a Montes a invocar Wicked Dragon antes de ser rescatada por un hombre con una máscara. Tiempo después, Dratena regresa a su ciudad natal Athena para participar en la danza de las hadas con motivo del festival de la ciudad. Flower Hat arresta a Dratena, quien le ruega que espere dos días para poder bailar en el festival. Sintiendo pena por ella, Lena ayuda a Dratena a evadir el arresto. Más tarde, Dratena ayuda a Lena en la defensa de la ciudad contra Argos y tras la derrota de éste, las dos participan en la danza de las hadas del festival. 
Holy Sister (聖女 Seijo?)
 Seiyū: Sayaka Ohara
Inspectora jefe de la Oficina de Inspección del Gremio de Aventureros. Responsable de comprender las habilidades, los rangos y el estado del grupo de los aventureros, así como de mantener el orden en todo el gremio. Ella está en la capacidad de imponer castigos a todos los departamentos del gremio y tiene prácticamente la misma autoridad que el maestro del gremio. También está presente en la manifestación de habilidades y otorga la Fruta de Habilidad a aproximadamente 1.000 personas al año. Ella posee en secreto la habilidad "Predicción", que le permite ver el futuro. Ella ha estado detrás de varios incidentes como el intento de asesinato y captura de Light y el ataque a la ciudad natal de Dratena por Argos, ya que ha estado intentando cambiar el futuro con algún propósito oscuro, por lo cual busca deshacerse de Light antes de que arruine su plan de destruir el destino.
Flower Hat (花帽子?)
 Seiyū: Ai Kakuma
Investigadora jefe de la Oficina de Investigación del Gremio de Aventureros, la cual se encarga de investigar la ecología y distribución de los monstruos, así como la topografía. Tiene la habilidad “Lectura de libros”, que le permite echar un vistazo a cualquier información escrita en papel.
Tiger Beard  (虎髭?)
 Seiyū: Katsuhisa Hōki
El jefe de seguridad de la Oficina de Seguridad del Gremio de Aventureros. Es responsable de mantener la ley y el orden en la Ciudad Santa y sus alrededores. Tiene mucha confianza en sus habilidades y poder de lucha.
Grave Keeper  (墓守?)
 Seiyū: Takehito Koyasu
El director financiero de la Oficina de Finanzas del Gremio de Aventureros. Es responsable de gestionar los honorarios y finanzas de las solicitudes. Es muy estricto con las normas y la disciplina, y a veces incluso sugiere imponer multas.
Grouse  (グラウス?)
 Seiyū: Taku Yashiro
El líder del grupo Sacred, al que antes pertenecía Lena. Grouse es un matón y arrogante que no le importaba los daños que ocasionaba al derrotar a los monstruos. Posee la habilidad "Velocidad divina", que le permite moverse de un lugar a otro instantáneamente. Viendo que Lena no era feliz en el grupo, Light desafía a Grouse a un duelo. Grouse destruye la espada de Light, pero se enfurece cuando Light decide luchar con una escoba. Light se da cuenta de que está perdiendo porque está tratando de igualar la velocidad de Grouse, por lo que decide confiar únicamente en su habilidad Sword God. Grouse intenta cortarle la cabeza, pero Light simplemente coloca la escoba en la posición correcta para que la cara de Grouse se estrelle contra ella y él quede inconsciente contra una pared.
Zamdo  (サムド?)
 Seiyū: Kishō Taniyama
Representante del grupo de mercaderes "Pájaro Oscuro", que se dedica a comerciar armas. Posee la habilidad "Thunder Charge" que le permite controlar los rayos. Él y su grupo le han dado mucho trabajo en forjar armas a Ival Bolst, amenazando en torturar a su hija Monica para que fabrique armas si no cumple el plazo de entrega. Zamdo recibe órdenes de Holy Sister en capturar a Light y traerlo ante ella, para lo cual manda secuestrar a Monica para atraer a Light y capturarlo, aunque también pretende tener a Monica como su prisionera para obligarla a forjar armas para él. Luego de que sus hombres fracasaran en capturar a Light, Zamdo decide capturarlo él mismo. A la mañana siguiente, Zamdo ataca la tienda de Ival y exige que Light se enfrente a él. Con su habilidad Thunder Charge que controla los rayos, Zamdo puede anular el polvo para dormir de Sleep Pixie y generar un escudo de rayos que ni siquiera el Dios de la Espada de Light puede atravesar. A pesar de tener ventaja sobre Light, este no se da por vencido, lo que enfurece a Zamdo y decide matarlo ignorando las órdenes de Holy Sister. Light prende fuego a su nueva espada, lo que le permite cortar el rayo de Zamdo y dejarlo inconsciente. Posteriormente, Zamdo y sus hombres son arrestados por Tiger Beard.
Argos (アルゴス?)
 Seiyū: Shun'ichi Toki
Un discípulo que se infiltró en la ciudad de Athena como un bardo con el objetivo de exterminar a los humanos y reclamar la tierra en la que se construyó la ciudad, para lo cual vertió miasma negro alrededor de la Piedra de las Hadas, ocasionando la aparición de los monstruos. Pese a que Lena destruye la piedra, Argos usa su poder para invocar a otro Dragón Malvado; el Dios del Agua de los Comienzos y se fusiona con él. Al recibir la Bendición de las Hadas del Rey de las Hadas, Lena purifica al dragón y el miasma, derrotando a Argos. Sospechando que Holy Sister lo traicionó para que Lena pudiera matarlo (revelándose que ella fue quien ordenó el ataque a la ciudad), Argos jura venganza y escapa.

## Contenido de la obra

### Novela web
La novelas web fue escrito por Hanyuu, Hazure Skill "Kinomi Master" comenzó a publicarse en el sitio web Shōsetsuka ni Narō el 23 de mayo.

### Manga
Una adaptación al manga ilustrada por Air Matsukoto comenzó a serializarse en el sitio web de manga Suiyōbi no Sirius basado en Nico Nico Seiga de Kōdansha el 6 de julio de 2021. El primer volumen tankōbon se lanzó el 9 de noviembre de 2021. Los capítulos del manga se han compilado en seis volúmenes tankōbon a partir de junio de 2024.

### Novelas ligeras
Se ha empezado a publicar una versión en novela ligera con ilustraciones de Yasutaka Isekawa bajo el sello editorial de novelas ligeras Kodansha Ranobe Books. Se ha publicado un solo volumen en mayo de 2022.
| Volúmenes de novelas ligeras publicadas | Volúmenes de novelas ligeras publicadas | Volúmenes de novelas ligeras publicadas |
| Número                                  | Fecha de lanzamiento                    | ISBN                                    |
| --------------------------------------- | --------------------------------------- | --------------------------------------- |
| 1                                       | 2 de mayo de 2022                       | ISBN 978-4-06-528057-7                  |

### Anime
Se anunció una adaptación televisiva de la serie de anime el 7 de junio de 2024. La serie está producida por Asahi Production y dirigida por Ryuichi Kimura, con Gigaemon Ichikawa escribiendo los guiones de la serie, Risa Miyadani y Yasuka Ōtaki diseñando los personajes y Selin componiendo la música. Su estreno está previsto para el 7 de enero de 2025 en Tokyo MX y otros canales. El tema de apertura, "Bravely Dance", es interpretado por los VTubers Yukihana Lamy y Pepechi. Crunchyroll obtuvo la licencia de la serie fuera de Asia.